# Domen iz Panonije
Domen iz Panonije je bil škof metropolit v Sirmiju (danes v Srbiji) na začetku 4. stoletja. Verjetno je nasledil Ireneja, prvega znanega sirmijskega škofa, ki je umrl mučeniške smrti leta 304. Domen je bil odstavljen enkrat med letoma 325 in 337. Do leta 343 je bil že mrtev.
Domen je bil eden od le petih škofov iz latinsko govoreče zahodne polovice rimskega cesarstva, za katere je znano, da so se udeležili prvega nicejskega koncila leta 325 (natančno število udeležencev ni znano). V seznamih podpisnikov kanonov in Nicejske veroizpovedi je omenjen kot Domnus Pannoniae (Domen iz Panonije), Domnus Pannoniensis (Panonski) ali Domnus metropolitanus (metropolit), vselej brez omembe sedeža. Podobno so tudi Domnovega naslednika v Sirmiju, Evterija, ki se je udeležil koncila v Serdiki leta 343, seznami navajali le kot Pannoniis (iz Panonije). Ker je bil Sirmij takrat glavno mesto province Druga Panonija ter največje in najbogatejše mesto v vsej Panoniji, je bil verjetno metropola tamkajšnje Cerkve, zato je bilo samoumevno, da Domen in Evterij predstavljata celotno svojo provinco.
Proti koncu vladavine Konstantina I., v času prvega koncila v Tiru leta 335, je bil Domen žrtev protinicejskega odpora, ki je zajel Panonijo. Po Zgodovini arijancev Atanazija Aleksandrijskega so Domna odstavili, prisilili v izgnanstvo in zamenjali z drugim škofom, ker je "sovražil [arijansko] krivoverstvo". Atanazijeva sočasna omemba Domna iz Sirmija (Domnus Sirmii) je edini vir, ki omogoča povezavo Domna kot škofa iz Sirmija z Domnom na prvem nicejskem koncilu. Kljub vsemu je mogoče rekonstruirati skoraj popoln seznam katoliških in arijanskih škofov v Sirmiju v 4. stoletju. 
Starejša dela včasih omenjajo Domna iz Panonije kot Domna iz Stridona (Domnus Stridonensis), vendar gre za napako. Stridon je bil trg (znan je izključno kot rojstni kraj svetega Hieronima), ki ni bil škofijski sedež. Do napake je prišlo zaradi tega, ker seznami nicejskih podpisnikov pred Domnom navajajo škofa Budija iz Stobija (kraja, ki je danes v Severni Makedoniji) kot Budius Stubiensis ali tudi Budion Strubon in Budius Struborum, ta priimek pa so kasneje zaradi napačnega sklepanja popravili v Stribonensis in nadalje Stridonensis, nato pa ga še iz Budija prenesli na "sosednjega" Domna. Ta napaka se pojavi v Illyricum sacrum (1751) in v Sacrorum Conciliorum nova et amplissima collection Giovannija Domenica Mansija (1758–1798).